# Shotts (Civil Parish)

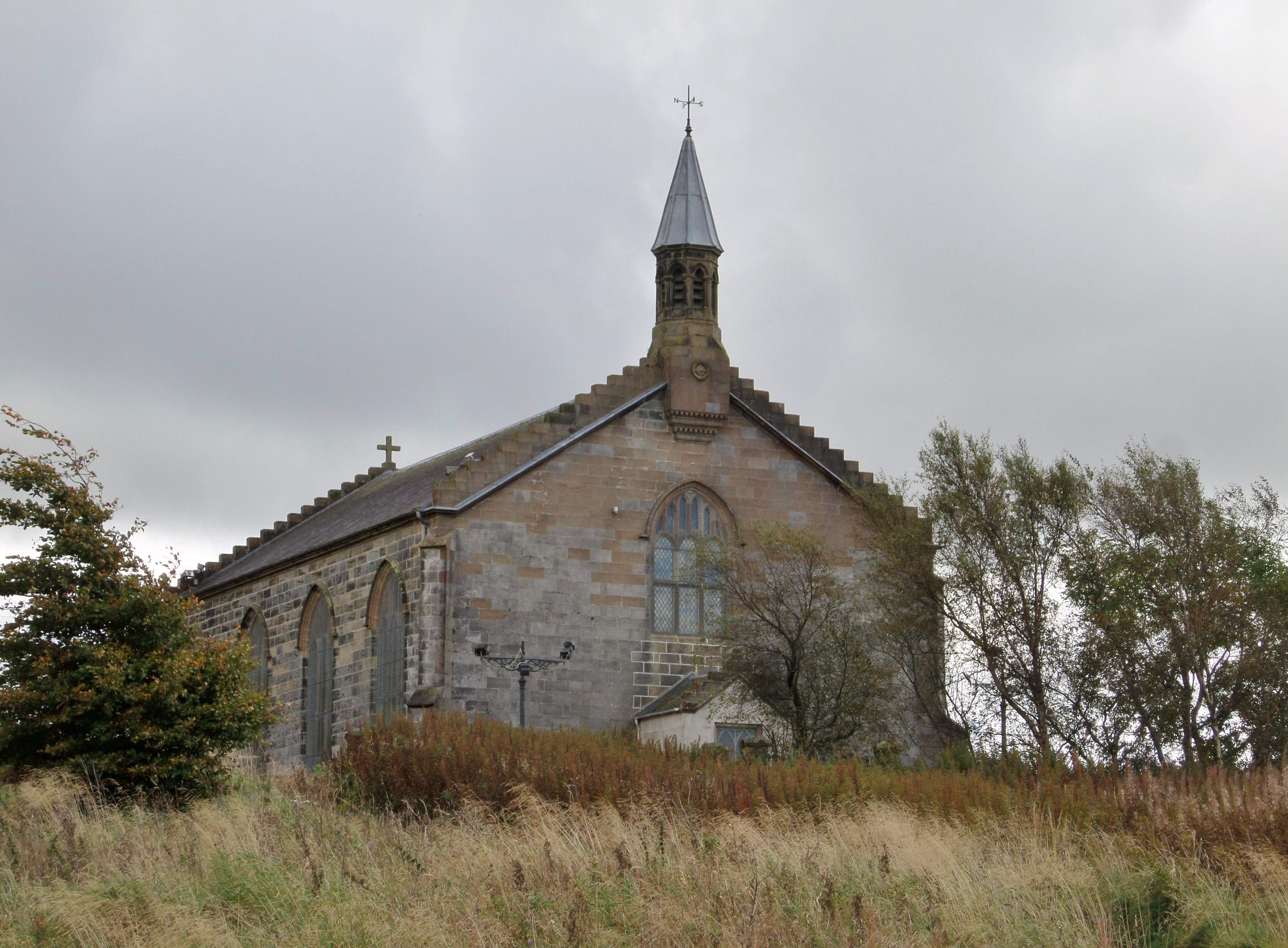
Die Pfarrkirche von Shotts

Shotts ist eine historische Verwaltungseinheit (Civil Parish) in Schottland. Vom Typ her handelt es sich um eine Gemeinde. Sie lag im Central Belt nordöstlich von Motherwell in der heutigen Region North Lanarkshire. In Bezug auf die traditionellen Grafschaften zählte Shotts zu Lanarkshire. Sieben weitere Civil Parishes liegen angrenzend: Bathgate, Bothwell, Cambusnethan, Dalziel, New Monkland, Torphichen und Whitburn.
Das Gebiet des Civil Parishes liegt im Westen der Central Lowlands und hat die Form eines Rechtecks, in dessen Zentrum die M8 verläuft.
Wichtigste Ortschaft ist das namensgebende Shotts, zu den weiteren zählen Bellside, Bentfoot, Blackridge, Bowhousebog, Carluke, Cleland, Coatbridge, Dewshill, Duntilland, Dykehead, Eastfield, Duntilland, Forrestfield, Gartness, Harthill, Hartwood, Hirst, Kirk of Shotts, Parkside, Salsburgh und West Benhar. 
Aus dem Civil Parish ging Ende des 20. Jahrhunderts die Community Council Area Shotts hervor.